# 建设镇 (上海市)
建设镇，是上海市崇明区下辖的一个镇。位于崇明区中部偏西，距县城6.8公里。分南北两部。南部东毗新河镇，南连城桥镇，西接港西镇，北邻东平镇、东平林场。北部又分两片，东片属富安村村委会，东连新河镇北河现代园区，南、西接东平镇，北至江边与江苏省启东市相望；西片为建垦村村委会，东接崇明县种畜场、竖新镇前卫村，南连崇明县良种场、东平镇，西毗港西镇新港村村委会，北邻新河镇副业场、城桥镇鳌山养殖场。总面积42.4平方公里。户籍人口3.1万人（2008年）。现任镇长施君。镇人民政府驻下三星镇建星路108号。下三星镇建于明崇祯十五年（1642年），集镇呈南北向矩形。

## 名称由来
因1950年崇明县长兴区星东乡改名而得。1950年4月，下三星镇东部为星东乡，当时崇明县东部有个兴东乡，出现了将“星东”与“兴东”乡名混用的现象，信文差错屡屡发生。星东乡根据县里要求，将乡名改为“建设乡”，意为建设社会主义。

## 历史沿革
1950年置建设乡。1957年建大同乡。1958年9月到1958年11月，为英雄人民公社、学苏人民公社。1959年5月到1984年3月为建设人民公社、大同人民公社。1984年3月到1995年10月，为建设乡、大同乡。1995年11月到2000年11月，为建设镇、大同镇。2000年12月，大同镇并入建设镇。

## 行政区划
建设镇下辖13个村委会：富安村村委会、虹桥村村委会、效东村村委会、建垦村村委会、运南村村委会、白钥村村委会、三星村村委会、界东村村委会、浜东村村委会、建设村村委会、蟠南村村委会、大同村村委会、浜西村村委会。

## 浜镇
浜镇，位于原大同镇境内，曾为港口集镇，是旧时崇明“桥、庙、堡、浜”四大名镇之一。相传昔乡人李杜诗中举人，柏谦中进士，初名鳌阶镇。清康熙五十九年(1725年)因合观街道中间有河浜穿过（这种情况在崇明很罕见）而改称浜镇。镇北的湾港曾是崇明岛通往启东、海门的重要港口。日军侵崇期间，封锁了本县各个港口，唯独开放湾港。整个集镇商店林立，摊贩云集，市场十分活跃。20世纪40年代后湾港口外涨沙淤塞，长江北航道逐渐北移，启东、海门的客商不用经过湾港绕道而可直接到达上海，作为港口集镇的浜镇亦由此逐渐衰落。